# ルテニウム
ルテニウム（英: ruthenium、[ruːˈθiːniəm]）は、原子番号44の元素。元素記号は Ru。白金族元素の1つ。貴金属にも分類される。銀白色の硬くて脆い金属（遷移金属）で、比重は12.43、融点は2334℃、沸点は4150℃。常温、常圧で安定な結晶構造は、六方最密充填構造 (HCP)。酸化や腐食を受けにくく、展性に富み比重が大きい。この性質は白金（Pt）と同じであり、王水には侵されない。

## 名称
ラテン語でルーシを表すルテニアが元素名の由来。
漢字では釕（かねへんに了）と表記される。

## 特性

### 物理的特性

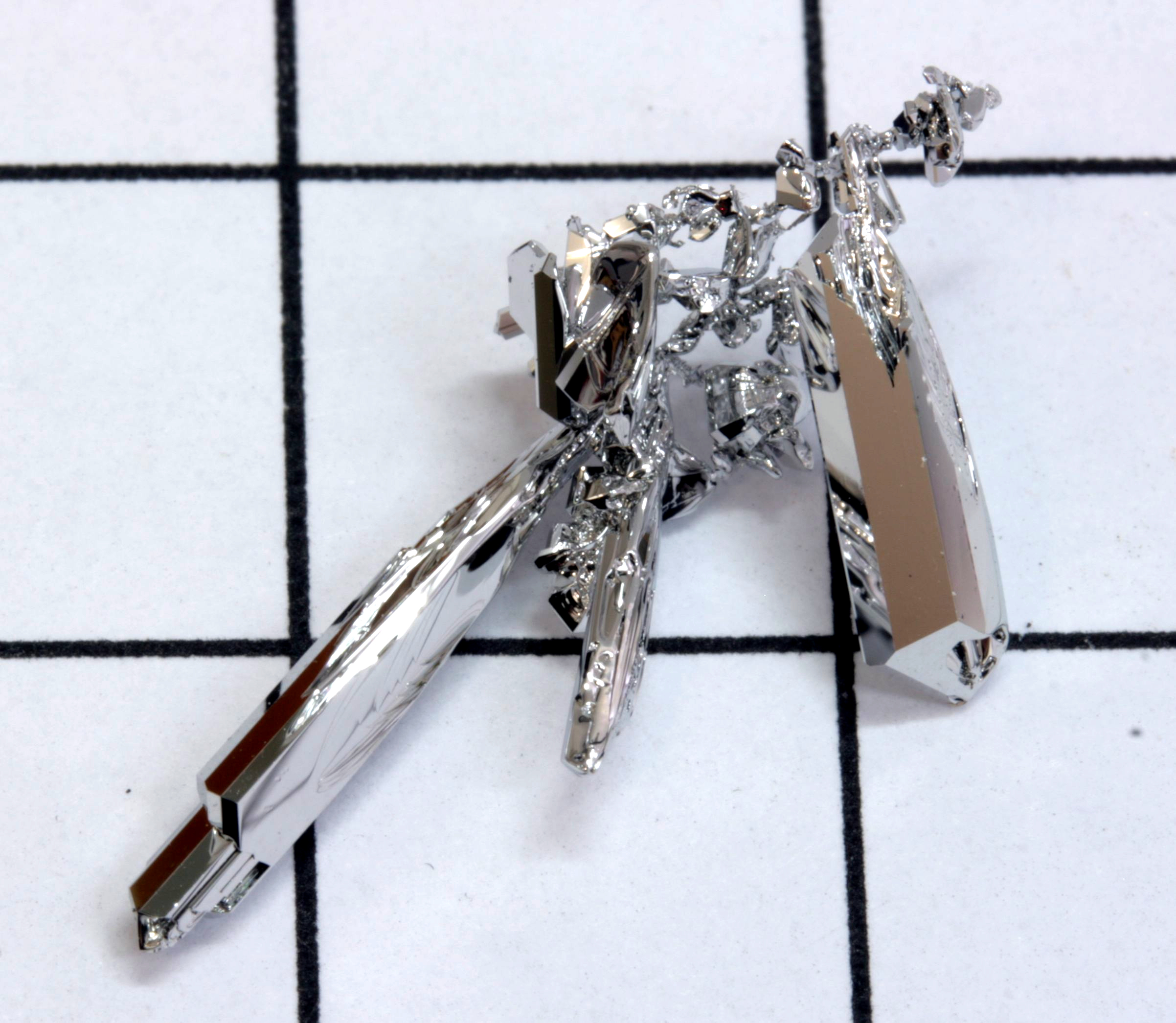
ルテニウム金属の気相成長結晶

多価の硬質白色金属であるルテニウムは、白金族元素であり、第8族元素に属する。
| Z   | 元素       | 電子/殻の数             |
| --- | ---------- | ----------------------- |
| 26  | 鉄         | 2, 8, 14, 2             |
| 44  | ルテニウム | 2, 8, 18, 15, 1         |
| 76  | オスミウム | 2, 8, 18, 32, 14, 2     |
| 108 | ハッシウム | 2, 8, 18, 32, 32, 14, 2 |

他の全ての第8族元素は最外殻に2つの電子を持っているが、ルテニウムは1つしか持っていない（最後の電子は下の殻にある）。この例外は近くの金属であるニオブ(41)、モリブデン(42)、ロジウム(45)でも観察される。
ルテニウムには主に2つの同素体があり(α、β）、結晶構造はそれぞれ六方最密、正方晶系。更にこの２つのほかに、面心立方格子構造の特殊なルテニウムの同素体がある。これは、ルテニウム溶液中でルテニウムを還元し、ナノ粒子を作成するボトムアップ法によって作られたものである。周囲の条件で変色しない。800 °C (1,070 K)に加熱すると酸化する。溶融アルカリに溶けてルテニウム酸塩(RuO2−
4)を生じ、酸（王水でも）に攻撃されないが、高温でハロゲンに攻撃される。実際、ルテニウムは酸化剤により最も容易に攻撃される。少量のルテニウムはプラチナとパラジウムの硬度を高めることができる。チタンの腐食耐性は少量のルテニウムを添加することにより著しく向上する。電気めっきおよび熱分解によりめっきすることができる。ルテニウム-モリブデン合金は10.6K未満の温度で超伝導であることが知られている。酸化数+8をとることができると推定される最後の4d遷移元素であり、それでも同族のオスミウムより不安定である。これは2行目と3行目の遷移金属が化学的振る舞いに顕著な違いを示す族で周期表の左から1番目のものである。鉄と同様であるがオスミウムとは異なり、+2と+3の低い酸化数で水カチオンを形成できる。
ルテニウムは、モリブデンで見られる最大値に続く4d遷移金属の原子化エンタルピーと融点・沸点の減少傾向の最初のものである。これは4d亜殻が半分以上満たされ、電子が金属結合に寄与しないためである（1つ前の元素であるテクネチウムの値は非常に低く半分満たされた[Kr]4d55s2配置によりこの傾向から外れているが、3d遷移におけるマンガンほど4dにおける傾向は離れていない）。軽い同族の鉄とは異なり、室温でも常磁性であり、キュリー点も鉄より高く、約800℃。
一般的なルテニウムイオンに対する酸性水溶液の還元電位を以下に示す。
| 0.455 V | Ru2+ + 2e−          | ↔ Ru          |
| 0.249 V | Ru3+ + e−           | ↔ Ru2+        |
| 1.120 V | RuO2 + 4H+ + 2e−    | ↔ Ru2+ + 2H2O |
| 1.563 V | RuO2− 4 + 8H+ + 4e− | ↔ Ru2+ + 4H2O |
| 1.368 V | RuO− 4 + 8H+ + 5e−  | ↔ Ru2+ + 4H2O |
| 1.387 V | RuO4 + 4H+ + 4e−    | ↔ RuO2 + 2H2O |

### 同位体
天然のルテニウムは7つの安定同位体で構成される。さらに34個の放射性同位体が発見されている、これらの放射性同位体のうち最も安定しているのは半減期が373.59日の106Ru、39.26日の103Ru、2.9日の97Ruである。
15個の放射性同位体は89.93 u (90Ru) から114.928 u (115Ru) の原子量で特徴づけられる。これらのほとんどは95Ru（半減期: 1.643時間）および105Ru（半減期: 4.44時間）を除き半減期は5分未満である。
最も豊富にある同位体である102Ruの前の主な崩壊モードは電子捕獲であり、後の主なモードはベータ放出である。102Ru前の主な崩壊生成物はテクネチウムであり、後の主な崩壊生成物はロジウムである。

### 発生
地球の地殻で74番目に豊富な元素であり、比較的まれであり、約100pptである。一般的にウラル山脈および南北アメリカの他の白金族金属の鉱石に含まれる。少量であるが商業的に重要な量は、カナダオンタリオ州のサドバリーで採掘されたペントランド鉱で見られ、南アフリカの輝岩（パイロキシナイト）鉱床にも見られる。ルテニウムの天然のものは非常にまれな鉱物である（Irはその構造においてRuの一部の代わりをする）。

## 生産
毎年およそ30トンのルテニウムが採掘され、世界の埋蔵量は5,000トンと推定されている。採掘される白金族金属(PGM)混合物の組成はその地球化学的形成により大きく異なる。例えば、南アフリカで採掘されるPGMには平均11%のルテニウムが含まれているが、旧ソ連で採掘されたPGMにはわずか2%(1992年)しか含まれていない。ルテニウム、オスミウム、イリジウムは量の少ないマイナーな白金族金属とみなされている。
ルテニウムは他の白金族金属と同様にニッケル、銅からの副産物や白金金属鉱石処理から商業的に得られる。銅とニッケルの電解精錬中に銀、金、白金族金属などの貴金属が摘出の原料である陽極泥として沈殿する。金属は原料の組成によりいくつかの方法のいずれかによりイオン化溶質に変化される。代表的な方法の1つは、過酸化ナトリウムに溶解させた後王水に溶かし、その後塩素と塩酸の混合液へ溶解する方法である。オスミウム、ルテニウム、ロジウム、イリジウムは王水に不溶であり、容易に沈殿し、他の金属は溶液に残る。ロジウムは溶解硫酸水素ナトリウムで処理することで残留物から分離される。Ru, Os, Irを含む不溶性残留物はIrが不溶である酸化ナトリウムで処理され、溶解したRuとOs塩を生成する。揮発性酸化物へ酸化した後、塩化アンモニウムによる(NH4)3RuCl6の沈殿、または揮発性四酸化オスミウムの有機溶媒による蒸留または摘出により、RuO4はOsO4より分離される。塩化ルテニウムアンモニウムを還元して粉末を生成するには水素が使われる。生産物は水素を用いて還元され、粉末冶金技術もしくはアルゴンアーク溶接で処理される粉末もしくはスポンジ金属として生成される。

## ルテニウムの化合物
ルテニウムの酸化数は、0から+8および-2の範囲である。ルテニウムとオスミウムの化合物の特性は多くの点で類似している。+2, +3, +4が最も一般的である。最も一般的な前駆体は三塩化ルテニウムであり、化学的に明確に定義されているわけではないが、合成的に汎用性の高い赤い固体である。

### 酸化物とカルコゲン化合物
ルテニウムは酸化ルテニウム(IV)（RuO2、酸化数+4）に酸化することができ、さらにこれは過ヨウ素酸ナトリウムにより酸化され、揮発性で黄色四面体である四酸化ルテニウム(RuO4)となる。これは四酸化オスミウムに類似した構造と特性を持つ強力な酸化剤である。RuO4は主に鉱石や放射性廃棄物からルテニウムを精製する際の中間体として使われる。
ルテニウム酸二カリウム(K2RuO4, +6)および過ルテニウム酸カリウム(KRuO4, +7)も知られている。四酸化オスミウムとは異なり、四酸化ルテニウムは安定性が低く、室温で希塩酸やエタノールなどの有機溶媒を酸化する酸化剤として働くほど強く、アルカリ水溶液中で簡単にルテニウム酸塩(RuO2−
4)に還元され、100 ℃以上では分解して二酸化物を形成する。鉄とは異なるがオスミウムとは同様に、ルテニウムは+2と+3の低い酸化数では酸化物を形成しない。ルテニウムは、黄鉄鉱構造で結晶化する反磁性半導体である二カルコゲン化物を形成する。硫化ルテニウム(RuS2)は鉱物のラウラ鉱として自然に生じる。
鉄と同様に、ルテニウムはオキソアニオンを容易に形成せず、その代わりに水酸化物イオンで高い配位数となる。四酸化ルテニウムは低温の希水酸化カリウムにより還元され、ルテニウムの酸化数+7である黒色の過ルテニウム酸カリウム(KRuO4)を形成する。過ルテニウム酸カリウムは、ルテニウム酸カリウム(K2RuO4)を塩素ガスにより参加することによっても得られる。過ルテニウム酸イオンは不安定であり、水により還元されてオレンジ色のルテニウム酸塩を形成する。ルテニウム酸カリウムは金属ルテニウムを溶解した水酸化カリウムおよび硝酸カリウムと反応させることで合成できる。
MIIRuIVO3, Na3RuVO4, Na
2RuV
2O
7, MII
2LnIII
RuV
O
6などの混合酸化物も知られる。

### ハロゲン化合物およびオキシハロゲン化合物
最も有名なハロゲン化ルテニウムは、六フッ化物であり、これは54  ℃で溶解する暗褐色の固体である。水と触れると激しく加水分解し、容易に不均一化し低フッ化ルテニウムの混合物を形成しフッ素ガスを放出する。五フッ化ルテニウムも容易に加水分解され、86.5 ℃で溶解する四量体の暗緑色の固体である。黄色の四フッ化ルテニウムもおそらく重合体であり、五フッ化物をヨウ素で還元することで形成できる。ルテニウムの二元化合物のうち、これらの高い酸化数は酸化物とフッ化物でのみみられる。
三塩化ルテニウムはよく知られた化合物であり、黒色のα型と暗褐色のβ型で存在する。三水和物は赤色である。既知の三ハロゲン化物のうち、三フッ化物は暗褐色で650 ℃以上で分解し、四臭化物は暗褐色で400 ℃以上で分解し、三ヨウ化物は黒色である。二ハロゲン化物のうち、二フッ化物は知られておらず、二塩化物は茶色、二臭化物は黒色、二ヨウ化物は青色である。唯一知られているオキシハロゲン化物は淡緑色のルテニウム(VI)オキシフッ化物RuOF4である。

### 配位および有機金属錯体

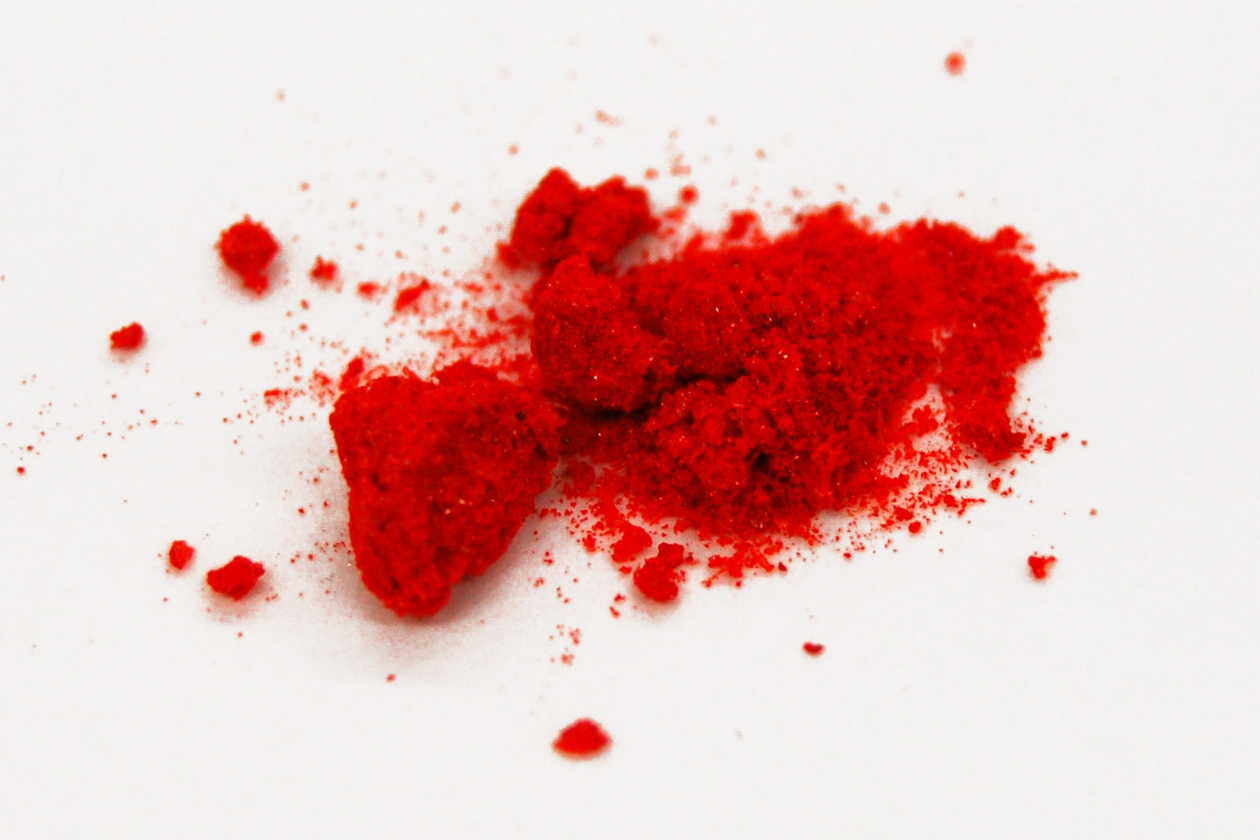
トリス(ビピリジン)塩化ルテニウム(II)

アルケンのメタセシス反応に使われるグラブス触媒。考案者であるロバート・グラブスはこの業績によりノーベル賞を受賞している。

ルテニウムはさまざまな配位錯体を形成する。例えば、Ru(II)とRu(III)の両方によく存在する多くのペンタアンミン誘導体[Ru(NH3)5L]n+である。ビピリジンとターピリジンの誘導体は多くあり、発光性のトリス(ビピリジン)塩化ルテニウム(II)が最もよく知られる。
ルテニウムは炭素-ルテニウム結合により幅広い化合物を形成する。グラブス触媒はアルケンのメタセシスに用いられる。ルテノセンは構造がフェロセンと似ているが、独特の酸化還元特性を示す。無色の液体ペンタカルボニルルテニウムはCO圧力の非存在下で暗赤色の固体ドデカカルボニル三ルテニウムに変化する。三塩化ルテニウムは一酸化炭素と反応してRuHCl(CO)(PPh3)3やRu(CO)2(PPh3)3（ローパー錯体）などの多くの誘導体を生成する。アルコール中の三塩化ルテニウムとトリフェニルホスフィンの加熱した溶液はトリス(トリフェニルホスフィン)二塩化ルテニウム (RuCl2(PPh3)3)を生成し、これはヒドリド錯体であるクロロヒドリドトリス(トリフェニルホスフィン)ルテニウム(II) (RuHCl(PPh3)3)に変化する。

## 歴史
6種類の白金族元素全てを含む天然の白金合金はコロンブス以前のアメリカ人により長い間使用され、16世紀半ばよりヨーロッパの化学者にも材料として知られていたが、18世紀半ばまでプラチナは純元素として識別されなかった。天然のプラチナにパラジウム、ロジウム、オスミウム、イリジウムが含まれていることは19世紀の初め10年で発見された。ロシアの川の沖積層の砂に含まれるプラチナは1828年からプレートやメダルへの使用や、ルーブル硬貨の鋳造の原料となった。貨幣用のプラチナを生産した後の残留物はロシア帝国で使うことができたため、その研究のほとんどは東ヨーロッパで行われた。
ポーランドの化学者Jędrzej Śniadeckiは1807年に南アメリカのプラチナ鉱石から元素44（少し前に小惑星ベスタが発見されたため「ベスティウム」と呼んだ）を分離した可能性がある。しかし、この成果は認められることはなく、後に発見の主張を撤回している。
イェンス・ベルセリウスとGottfried Osannは1827年にルテニウムの発見に近づいた。2人は王水でウラル山脈の粗プラチナを溶解した後に残った残留物を調査した。ベルセリウスは珍しい金属を発見しなかったが、Osannは3つの新たな金属を見つけたと考え、プルラニウム(pluranium)、ルテニウム、ポリニウム(polinium)と呼んだ。この不一致により残留物の組成についてベルセリウスとOsannの間で長い間論争となった。Osannはルテニウムの分離を再現することができなかったため、最終的に自身の主張を撤回した。「ルテニウム」という名前は分析したサンプルがロシアのウラル山脈由来であったためOsannにより選ばれた。この名前自体は現在のウクライナ、ベラルーシ、ロシア西部、スロバキア、ポーランドの一部を含む歴史的地域であるRus'のラテン語名であるルテニアに由来する。
1844年、バルト・ドイツ系のロシアの科学者カール・クラウスがGottfried Osannの調製した化合物に少量のルテニウムが含まれていることを示した。カザン大学で研究していた時にルーブルを生産したときのプラチナ残留物からルテニウムを分離した。これは40年前にこれより重い同族元素のオスミウムが発見された手法と同じである。クラウスは酸化ルテニウムに新しい金属が含まれており、王水に溶けない粗プラチナの部分から6gのルテニウムを得たことを示した。新たな元素の名前を選び、クラウスは「祖国に敬意を表して新たな物質にルテニウムと名前をつけました。Osann氏が自身のルテニウムを放棄したが、この言葉は化学にはまだ存在しないため、私はこの名前でそれを呼ぶ権利がありました」と述べている。

## 用途
2016年におよそ30.9トンのルテニウムが消費され、そのうち13.8トンが電気、7.7トンが触媒、4.6トンが電気化学であった。
ルテニウムは白金とパラジウムの合金を硬化させるため、電気接点に使われる。この接触部では薄膜で十分な耐久性が得られる。ロジウムと同様の特性で低価格であり、電気接点はルテニウムの主な用途である。ルテニウム板は電気めっきまたはスパッタリングにより電気接点および電極母材に用いられている。
鉛とビスマスのルテニウム酸塩を含む二酸化ルテニウムは、厚膜チップ抵抗器に使われる。これら2つの電子用途がルテニウム消費量の50%を占める。
ルテニウムが白金族以外の金属と合金になることはほとんどないが、少量含むといくつかの特性が改善する。チタン合金に加えられた耐腐食性が0.1%のルテニウムを含む特別な合金の開発につながった。ジェットエンジンのタービン含む用途で、一部の高度な高温単結晶超合金にも使われている。EPM-102（3%のルテニウム）、TMS-162（6%のルテニウム）、TMS-138およびTMS-174などいくつかのニッケルをベースにした超合金組成がある。後者2つは6%のレニウムを含む。万年筆のペン先（ニブ）には、しばしばルテニウムの合金が付けられている。1944年以降、万年筆 Parker 51 には"RU"ペン先（96.2%のルテニウムと3.8%のイリジウムがついた14Kの金のペン先）が取り付けられた。
ルテニウムは、地下および水中の構造物のカソード防食、および塩水からの塩素製造プロセスの電解槽に用いられる混合金属酸化物(MMO)アノードの構成要素である。一部のルテニウム錯体の蛍光は酸素により消えるため、酸素のオプトードセンサにおける使用が見いだされる。ルテニウムレッド[(NH3)5Ru-O-Ru(NH3)4-O-Ru(NH3)5]6+は、光学顕微鏡や電子顕微鏡のためにペクチンや核酸などのポリアニオン分子の染色に用いられる生物学的染色剤である。ルテニウムのベータ崩壊同位体106は眼腫瘍、主にぶどう膜の悪性黒色腫の放射線治療に用いられる。ルテニウム中心の錯体は抗がん特性の可能性に対して研究されている。白金の錯体と比較して、ルテニウムの錯体は加水分解に対してより大きな耐性と腫瘍に対するより選択的な作用を示す。
四酸化ルテニウムは、脂肪油または皮脂性の汚染物質についた脂肪と接触すると反応し褐色/黒色の二酸化ルテニウム顔料を生成することにより、見えない指紋を浮き出させる。

### 触媒

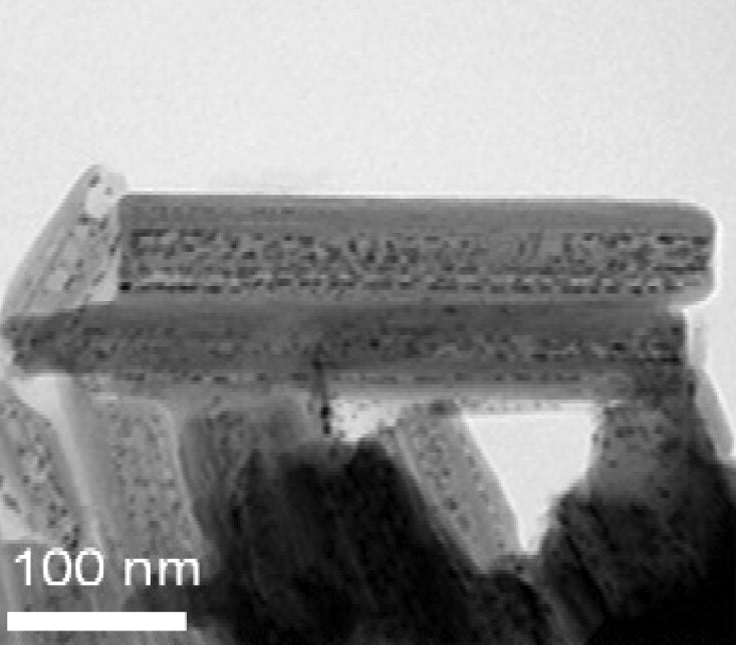
ルテニウム触媒ナノ粒子がインターカレートされたハロイサイトナノチューブ

多くのルテニウム含有化合物は、有用な触媒特性を示す。触媒は反応媒体に溶解する均一触媒、およびそうではない不均一触媒に分けられる。
ルテニウムナノ粒子はハロイサイト内で形成できる。この豊富にある鉱物は自然に圧延ナノシート（ナノチューブ）の構造を持ち、その後の工業用触媒での使用に対してRuナノクラスター合成とその製造の両方を支持する。

#### 均一触媒
三塩化ルテニウムを含む溶液は、オレフィンのメタセシス反応に対して非常に活性がある。このような触媒は例えばポリノルボルネンの製造に対して商業的に使用されている。はっきり定義されたルテニウムカルベンおよびアルキリデン錯体は、似た反応性を示し、工業プロセスに対する機構的な洞察を提供する。例えば、グラブス触媒は医薬品や先端材料の調合に用いられている。

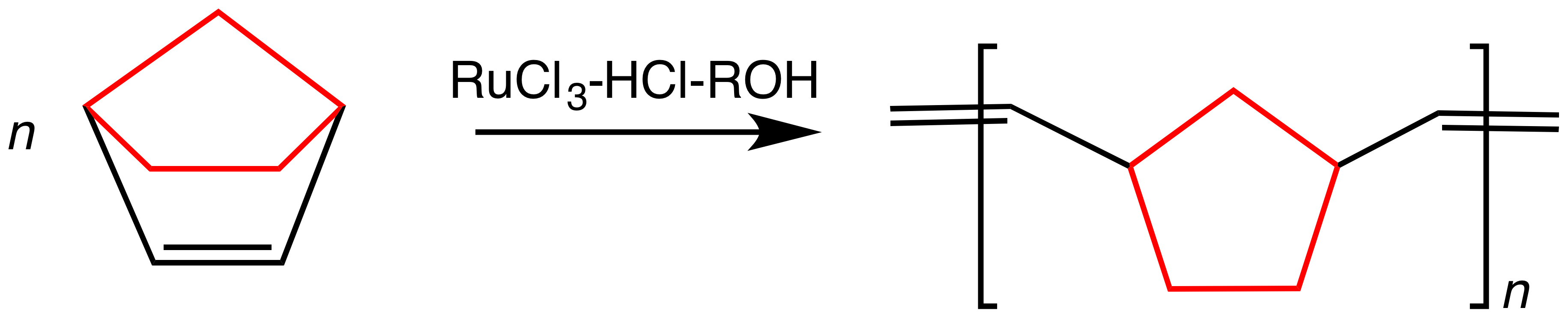
RuCl_{3}触媒による開環メタセシス重合反応によりポリノルボルネンが得られる

ルテニウム錯体は移動水素化（"borrowing hydrogen"反応とも呼ばれる）に対して活性の高い触媒である。このプロセスは、ケトン、アルデヒド、イミンのエナンチオ選択的水素化に使われる。この反応は野依良治により導入されたキラルなルテニウム錯体を用いる。例えば、 (シメン)Ru(S,S-TsDPEN)は、ベンジルの(R,R)-ヒドロベンゾインへの水素化を触媒する。この反応ではギ酸塩と水/アルコールがH2源になる。

[触媒RuCl(S,S-TsDPEN)(シメン)]による(R,R)-ヒドロベンゾイン合成（収率100%, ee >99%)

2001年のノーベル化学賞は、不斉水素化の分野への貢献で野依良治に贈られた。
2012年、有機ルテニウム触媒を研究する北野政明と共同研究者は、電子供与体および可逆水素貯蔵として安定したエレクトライドを用いるアンモニア合成を実証した。地方の農業で用いるための小規模で断続的なアンモニアの生産は、孤立した地方の施設で風力タービンにより生成される電力のシンクとして電気グリッド接続の実行可能な代替物であるかもしれない。

#### 不均一触媒
ルテニウムに促進されたコバルト触媒はフィッシャー・トロプシュ法で使われる。

### 新たに出てきている用途
いくつかのルテニウム錯体は可視スペクトル全体で光を吸収し、太陽エネルギー技術のために活発に研究されている。例えば、ルテニウムをベースとした化合物は有望な新しい低コストの太陽電池システムである色素増感太陽電池の光吸収に使われている。
多くのルテニウムベースの酸化物は、量子臨界点の挙動、エキゾチック超伝導（ルテニウム酸ストロンチウムで）、高温強磁性などとても異常な特性を示す。

### マイクロエレクトロニクスにおけるルテニウム薄膜の適用
比較的最近に、ルテニウムはマイクロエレクトロニクスの部品内の金属やケイ化物を有益に置き換えることができる材料として提案されている。四酸化ルテニウム(RuO4)は揮発性が高く、三酸化ルテニウム(RuO3)も同様である。ルテニウムを（例えば酸素プラズマで）揮発性酸化物に酸化することで、簡単にパターン化することができる。一般的な酸化ルテニウムの特性により、ルテニウムはマイクロエレクトロニクスの製造に必要な半導体プロセス技術と互換性のある金属となる。
マイクロエレクトロニクスの小型化を続けていくためには、寸法の変化に合わせて新たな材料が必要である。マイクロエレクトロニクスのルテニウム薄膜には主に3つの用途がある。1つ目は次世代の3次元DRAMにおいて五酸化タンタル(Ta2O5)やチタン酸バリウムストロンチウム((Ba, Sr)TiO3、BSTとしても知られる)の両側の電極としてルテニウム薄膜を用いることである。ルテニウム薄膜電極は別のRAMであるFRAMのチタン酸ジルコン酸鉛(Pb(ZrxTi1−x)O3、PZTとしても知られる)の上に堆積もできる。白金は実験室ではRAMの電極として使われているが、パターン化するのは難しい。ルテニウムは白金と化学的に似ており、RAMの機能を維持するが白金のパターニングとは異なり簡単である。2つ目はpドープMOSFETの金属ゲートとしてルテニウムの薄膜を使うことである。MOSFETのシリサイドゲートを金属ゲートに置き換える場合、金属の重要となる特性は仕事関数である。仕事関数は周囲の材料と一致する必要がある。p-MOSFETの場合、ルテニウムの仕事関数はHfO2, HfSiOx, HfNOx, HfSiNOxなどの周囲の材料と一致する最高の材料特性であり、所望の電気特性が達成される。ルテニウム膜の3つ目の大規模な用途は、銅デュアルダマシンプロセスにおけるTaNとCuの間の接着促進剤と電気めっきシード層の組み合わせである。窒化タンタルとは対照的に銅はルテニウム上に直接電気めっきできる。銅はTaNにあまり接着しないが、Ruにはよく接着する。TaNバリア層上にルテニウムの層を堆積させることにより、銅の接着性が改善され、銅シード層の堆積は不要になる。
他にも提案されている用途がある。1990年、IBMの科学者は、ルテニウム原子の薄層が隣り合う強磁性層間に他の非磁性スペーサー層元素よりも強い反平行結合を作り出すことを発見した。このようなルテニウム層はハードディスクドライブの最初の巨大磁気抵抗読み取り素子で使われていた。2001年、IBMは非公式には"pixie dust"と呼ばれ、現在のハードディスクドライブメディアのデータ密度を4倍にすることができるルテニウム元素の3原子層を発表した。

## 自然ルテニウム
1973年に北海道の雨竜川で、ルテニウムを最も含む白金族元素の合金が発見され、命名規則から自然ルテニウム (Ruthenium) と登録された。初の元素鉱物の日本産新鉱物である。